# Сповідь його дружини
«Сповідь його дружини» («Jo žmonos išpažintis») — радянський художній фільм 1983 року, знятий режисером Альмантасом Грікявічюсом на Литовській кіностудії.

## Сюжет
Героїні фільму Ірені близько сорока. Їй здається, що в душі її утворилася порожнеча: робота не приносить радості, стосунки з чоловіком давно втратили ореол романтичності. Зустріч з енергійним, талановитим ученим Бекрайтісом дає надію знову почати жити наповненим духовним життям: Ірена покохала. Але ж у неї сім'я, дочка.

## У ролях
- Рута Сталілюнайте — Ірена, дружина Йонаса
- Юозас Будрайтіс — Йонас
- Леонід Філатов — Бекрайтіс Річард
- Любомірас Лауцявічюс — лісник
- Гражина Байкштіте — лаборантка
- Саулюс Баландіс — роль другого плану
- Йєронімас Чюпліс — роль другого плану
- Она Кнапкіте-Юкнявічене — бабуся
- Рімгаудас Карвяліс — роль другого плану
- Крістіна Казлаускайте — роль другого плану
- Ірена Марія Леонавічюте — дружина лісника
- Марія Лукашевська — дочка Ірени
- Нійоле Ожеліте — Стасе
- Аудроне Пашконіте — Пальміра
- Неле Савіченко-Клімене — Нора
- Костас Сморігінас — Юодіс
- Юстіна Ширвінскайте — роль другого плану
- Регіна Зданавічюте — Стефанія
- Мілда Юкнявічюте — роль другого плану

## Знімальна група
- Режисер — Альмантас Грікявічюс
- Сценарист — Вітаутас Жалакявічюс
- Оператор — Донатас Печюра
- Композитор — Юозас Ширвінскас
- Художник — Галюс Клічюс